# Packey McFarland
Patrick McFarland (Chicago, 1º novembre 1888 – 22 settembre 1936) è stato un pugile statunitense.
La International Boxing Hall of Fame lo ha riconosciuto fra i più grandi pugili di ogni tempo.

## Gli inizi
Divenne professionista nel 1904.

## La carriera
Nel 1908 sconfisse il futuro campione del mondo dei pesi leggeri Freddie Welsh, che McFarland incontrò nuovamente quando questi deteneva il titolo, in un incontro che si concluse con un pareggio.
Pur essendo stato sconfitto una sola volta durante la sua carriera, dopo la sfida mondiale con Welsh McFarland non riuscì più ad ottenere di combattere per un campionato mondiale.
Nel suo penultimo incontro sconfisse anche Jack Britton, che a breve sarebbe divenuto campione del mondo dei welter.
Si ritirò nel 1910 dopo aver pareggiato, nell'ultimo incontro, con Mike Gibbons.

## Vita dopo la boxe
Morì a 47 anni a causa di complicazioni cardiache conseguenti ad un'infezione.